# Castanopsis annamensis
Castanopsis annamensis är en bokväxtart som beskrevs av Paul Robert Hickel och Aimée Antoinette Camus. Castanopsis annamensis ingår i släktet Castanopsis och familjen bokväxter. Inga underarter finns listade.